# Articles henriciens
 (mai 2019).
Si vous disposez d'ouvrages ou d'articles de référence ou si vous connaissez des sites web de qualité traitant du thème abordé ici, merci de compléter l'article en donnant les références utiles à sa vérifiabilité et en les liant à la section « Notes et références ».
Nihil novi (1505) Constitution du 3 mai (1791)

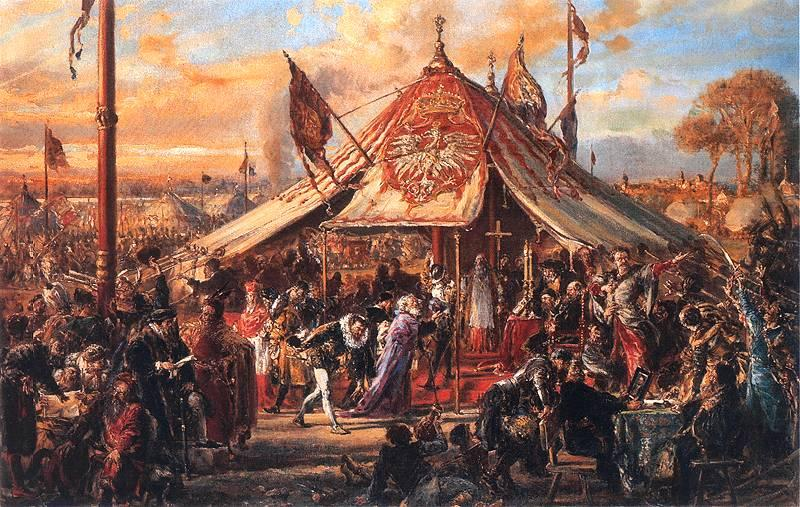
La première élection libre polonaise de Henryk Walezy en 1573 (peinture de Jan Matejko en 1889)

Les Articles henriciens ou Articles du roi Henri (en polonais : Artykuły henrykowskie ; en latin : Articuli Henriciani), de 1573, énonçaient les principes fondamentaux du gouvernement de la république des Deux Nations au moment du passage de la monarchie héréditaire à la monarchie élective. Ils constituaient donc la loi constitutionnelle de la République, instituée en 1569 par le traité de Lublin sur l'union du royaume de Pologne et du grand-duché de Lituanie.
Ils doivent leur nom au premier roi de Pologne élu, le prince français Henri de Valois, duc d'Anjou, plus tard roi de France sous le nom d'Henri III.

## Contexte
Il s'agit de 21 articles, rédigés et adoptés par la noblesse polonaise lors de la Diète d'élection de 1573, convoquée pendant l’interrègne consécutif à l’extinction de la dynastie des Jagellons. Élu roi de Pologne (et ipso facto grand-duc de Lituanie), Henri de Valois devait les signer afin de pouvoir être couronné. 
En effet, la noblesse polonaise avait besoin de garanties en général, et plus particulièrement les protestants, vis-à-vis de quelqu'un qui avait participé au massacre de la Saint-Barthélemy en 1572. 
Le texte fut donc amené à Paris par une délégation de la noblesse conduite par Jan Zamoyski. Henri de Valois le signa le 19 septembre 1573 à la cathédrale Notre-Dame de Paris.

## Contenu
Les articles stipulaient que :
- le roi serait élu par la noblesse et qu’il ne pouvait l’être que par une « élection libre » ; qu'il ne pourrait jamais succéder par droit d’héritage ;
- il devait convoquer la diète (Parlement) au moins une fois tous les deux ans pour une période de six semaines ;
- toute création d'impôts ou de taxes et toute création de monopole ne pouvait être décidée qu'avec l'accord de la diète ;
- le roi ne pouvait ni déclarer la guerre, ni décider la levée en masse, ni conclure la paix sans l'accord de la diète ;
- le roi ne pouvait appeler à une levée en masse pour servir en dehors des frontières de la République sans une compensation pour la troupe et il devait payer pour l'armée royale[pas clair] (les articles ne faisaient que maintenir la coutume) ;
- un conseil de seize sénateurs, appelés « résidents », était élu pour un mandat de deux ans par la diète : les membres de ce conseil devaient être aux côtés du roi à tour de rôle (quatre par période de six mois) en qualité de conseillers et surveillants afin de s’assurer que celui-ci ne prenne aucune décision contraire aux lois de la République ;
- la noblesse avait le droit de refuser d’obéir au roi et d’agir contre lui s’il enfreignait les lois de la République.

Par ailleurs, les articles :
- incorporaient les garanties de liberté religieuse de la confédération de Varsovie[5] ;
- incluaient une liste des emplois et titres officiels de la République ; le texte prévoyait que ne pouvaient y être nommés que des citoyens de la République.

Chaque roi devait jurer que : « si Nous faisions quoi que ce soit contre les lois, libertés, privilèges et coutumes, Nous déclarons que tous les habitants du royaume sont libérés de leur obligation d'obéissance envers Nous ».

## Suites
Venu en Pologne, Henri de Valois est couronné à Cracovie, devenant Henri III Walezy de Pologne. 
Mais étant devenu roi de France dès l'année suivante, après la mort de son frère Charles IX, il ne tarde pas à quitter le trône polonais, moins avantageux que celui de France.

## Articles henriciens etPacta conventa
Durant l'histoire de la république des Deux Nations (1569-1795), les Articles henriciens sont un texte permanent que tous les rois élus doivent jurer de respecter avant d'être couronnés, alors que les Pacta conventa (« contrats convenus ») sont des engagements personnels du futur roi, qui ne s'imposent pas automatiquement à son successeur. La distinction entre ces deux types de texte a progressivement disparu au cours des élections successives[pas clair].